# Cervinara
Cervinara község (comune) Olaszország Campania régiójában, Avellino megyében.

## Fekvése
A megye északnyugati részén fekszik. Határai: Avella, Montesarchio, Roccarainola), Rotondi és San Martino Valle Caudina. A Partenio-hegység egyik termékeny fennsíkján fekszik. 

## Története
Neve eredetének magyarázatára több hipotézis is létezik: az egyik az itt talált ara Cereris-ből (Ceres oltára) származtatja a nevét, míg egy másik az ara cervisből (őzek oltára). Utóbbira utal a település címerében látható őz is. Első írásos említése a 11. századból származik. A következő századokban nemesi birtok volt. A 19. században nyerte el önállóságát, amikor a Nápolyi Királyságban felszámolták a feudalizmust.

## Népessége
A népesség számának alakulása:

## Főbb látnivalói
- az 1047-ben alapított San Gennaro-apátság
- Palazzo Caracciolo nemesi palota
- a Castello (középkori vár)
- Piazza Trescine (Cervinara fő tere)